# Maracanaú
Maracanaú è un comune del Brasile nello Stato del Ceará, parte della mesoregione Metropolitana de Fortaleza e della microregione di Fortaleza.